# 보스작전
보스작전은 2023년에 개봉한 대한민국과 일본의 영화이다.

## 줄거리
백제시대 보물을 얻기위한 사기꾼과 조폭, 야쿠자들의 힘겨루기 한 판을 보여주는 코믹 액션 영화. 서울과 도쿄, 전주와 요코하마 등 한국과 일본을 오가며 촬영하였다. 한국의 영화 배우 송선미와 WBA 세계 챔피언이자 일본의 스포츠 스타 하타케야마 다케노리가 주연했다. 국내 영화사 에이엔 픽처스와 일본 밀레니엄 픽처스가 공동제작하는 한일 합작 영화. 일본 후지 TV가 순제작비 14억 중 70%를 투자했다고 한다.

## 등장인물
- 송선미
- 하타케야마 타카노리
- 강성필
- 이일재
- 니시무라 카즈히코
- 전진기